# Majere, Slovacia
Majere este o comună slovacă, aflată în districtul Kežmarok din regiunea Prešov. Localitatea se află la altitudinea de 466 m deasupra n.m., se întinde pe o suprafață de 1,33 km2 și în 2017 număra 113 locuitori.

## Istoric
Localitatea Majere este atestată documentar din 1431.

## Demografie
| An:                | 1994 | 2004   | 2014    | 2024    |
| ------------------ | ---- | ------ | ------- | ------- |
| Număr de persoane: | 81   | 83     | 98      | 130     |
| Diferență:         |      | +2,46% | +18,07% | +32,65% |

| An:                | 2023 | 2024 |
| ------------------ | ---- | ---- |
| Număr de persoane: | 125  | 130  |
| Diferență:         |      | +4%  |